# 又鬼
又鬼，是日本東北地方傳統冬季獵人，主要活動在青森縣和秋田縣之間的白神山地森林。
他們狩獵熊和鹿，住在山櫸木森林的小村莊，並在春季和夏季從事農業種植。在冬季和初春結隊在森林獵熊，在20世紀引入獵槍，現在這種文化日趨式微。
他們今天仍然狩獵，他們放棄追捕鬣羚，但繼續捕獵熊。
在阿伊努語，又鬼意思是冬季獵人。